# 湿地早熟禾
湿地早熟禾（学名：Poa irrigata）为禾本科早熟禾属下的一个种。湿地早熟禾海是一種多年生植物，主要分布于欧洲、俄罗斯堪察加半岛、北美、加拿大以及中國新疆等地。